# Gud vare lovad, han som i sin godhet
Gud vare lovad! Han som i sin godhet är en gammal nattvardspsalm i sex verser som fanns med i 1695 års psalmbok. Den återkom först långt senare i Psalmer & visor 76/82 med tre verser. I 1986 års psalmbok anges upphovet vara en originaltext av Martin Luther från 1524 som översattes av Anders Frostenson 1976. Vem som skrev eller översatte texten 1695 framgår inte av den 1767 tryckta versionen av psalmboken, då anges endast upphovet vara "Kyrie Eleeson". I den Finlandssvenska psalmboken 1986 anges Olaus Petri (1536) som översättare.
Psalmens inledningsord 1650 löd:
Gudh ware lofwat och högeliga prisat
Som oss hafwer så wäl spisat
Melodin är en tysk medeltida melodi nedtecknad i Wittenberg 1524.

## Publicerad i
- Swenske Songer eller wisor 1536 med titeln Gud wari loffuat och högeliga prijsat.[1]
- 1572 års psalmbok med titeln GUdh ware loffus och högheligha prijsat under rubriken "Om thet samma kortare" (Om Altarens Sacrament).[2]
- Göteborgspsalmboken under rubriken "Om HErrans Nattward".[3]
- Den svenska psalmboken 1694 som nummer 18 under rubriken "Om Herrans Nattward".[4]
- 1695 års psalmbok som nr 15 "Gudh ware lofwad och högeliga prisad" under rubriken "Catechismus författad i Sånger: Om HErrans Nattward".
- Psalmer & visor 76/82 som nr 643 under rubriken "Nattvarden".
- Den svenska psalmboken 1986 som nr 400 under rubriken "Nattvarden".
- Finlandssvenska psalmboken 1986 som nr 217 med titelraden "Gud vare lovad! Högt ditt namn vi prisar!" under rubriken "Nattvarden".
- Luthersk psalmbok som nr 791 med titeln "Gud vare lovad och hans namn högt prisat"